# E-hulpverlening

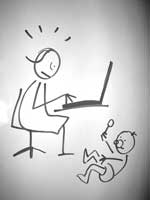
e-hulpverlening.

E-hulpverlening is hulp die geboden wordt bij psychische, sociale of maatschappelijke problemen, waarbij gebruikgemaakt wordt van internettechnologie. Het verstrekken van informatie, advies, ondersteuning, begeleiding, behandeling en nazorg nemen in de e-hulpverlening een centrale plaats in. Er bestaan veel termen die het gebruik van internettechnologie in de zorg beschrijven: digitale hulpverlening, digihulp, e-health, telemedicine, e-mental health, e-hulp, online hulp, internethulpverlening en online hulpverlening zijn synoniemen.

## Voorbeelden
- Informatie over ziektebeelden;
- Contact met lotgenoten via een forum;
- Online behandelingen.

## Redenen voor e-hulpverlening
Er zijn diverse redenen waarom hulpverleners of hulpzoekenden zich wenden tot e-hulp:
- Om nieuwe doelgroepen te bereiken
- Om te vermijden bekenden tegen te komen
- Vanwege de effectiviteit zoals bij het chatten met de kindertelefoon
- Vanwege de gerichtheid op de leefwereld van de doelgroep
- Om de zelfredzaamheid te stimuleren
- Vanwege de kostprijs

## Effecten

### Mogelijke positieve effecten
- Toegang tot hulpverlening
- Laagdrempeligheid voor de hulpvrager
- Niet vergeten van relevante informatie door hulpvrager
- Hulpverlening vanuit de vertrouwde omgeving
- Reductie van vooroordelen bij betrokkenen
- Eenvoudig bewaren en onderzoeken van transcripten door instelling
- Tijd voor reflectie bij betrokkenen

### Mogelijke negatieve effecten
- Moeilijk ingrijpen bij een crisissituatie
- Veiligheidsrisico's inzake privacy
- Verminderde betrokkenheid hulpvrager
- Missen van relevante informatie
- Eerder misverstanden en conflicten tussen betrokkenen
- Mogelijke technische storingen
- Virtuele identiteit hulpvrager